# 艾瑪 (漫畫)
《艾瑪》是日本漫畫家森薰的漫畫作品，在Enterbrain的月刊雜誌月刊Comic Beam上自2002年1月號到2006年5月號期間進行連載，之後於同一本雜誌上連載番外篇。描寫十九世紀末以維多利亞時代的英國社會，女傭與富家少爺相戀的故事。平成17年（2005年）日本新媒體動漫藝術節漫畫部門優秀獎得獎。
以《英國戀物語～艾瑪》為標題改編成電視動畫，於2005年4月到6月期間進行放送。第2季於2007年4月到7月期間進行放送。除了動漫畫還有久美沙織寫的小說版。

## 登場人物

### 主要人物
艾瑪（CV：冬馬由美／龍顯蕙（台灣）（第二季））
女主角。為威廉・瓊斯的家庭教師凱莉・史東納之女僕。外貌十分清純、美麗，擁有很多愛慕者，但都一一婉拒，十分珍惜威廉所送的蕾絲手帕。視力不佳，看不見遠處，為那個時期少數戴眼鏡的女性。
威廉・瓊斯（CV：川島得愛／陳宏瑋（台灣）（第二季） 、幼年時：世戸沙織）
男主角。個性溫吞、有點粗枝大葉，實則體貼、不善言辭。
凱莉・史東納（CV：中西妙子、年輕的時候：野田順子）
威廉・瓊斯的家庭教師。十八歲時嫁給道格・史東納，二十歲守寡，膝下無子。早期擔任家庭教師，現已退休。收養艾瑪並當作親生女兒般照顧。
十分威嚴、言詞犀利，但內心十分溫柔、堅強。
艾蓮諾亞・康貝爾（CV：小林沙苗／李明幸（台灣）（第二季））
康貝爾子爵家的千金。喜歡威廉・瓊斯。

### 瓊斯家
理查・瓊斯（CV：野島昭生）
威廉・瓊斯的父親，瓊斯家的一家之主。
嚴厲且恪遵傳統，致力提升家族的社會地位。
奧蕾麗雅・瓊斯（CV：島本須美）
威廉・瓊斯的母親，下層貴族之女。
婚前喜愛自由、徜徉自然，婚後為全力支持丈夫事業，勉強自己出席本不喜愛的社交界，導致筋疲力竭，精神耗弱。在護妻心切的丈夫安排下，化名為特羅洛普夫人（意為「避世隱居者」），隱居鄉間。
葛蕾絲・瓊斯（CV：大原沙耶香）
威廉・瓊斯的大妹。十分溫柔、和善，為艾蓮諾亞・康貝爾的好友。
在仕女間相當受歡迎。有一出遊時，被仕女簇擁，此場面被一位同行的男士戲稱為「猶如維多利亞女王出巡」。
亞瑟・瓊斯（CV：宮田幸季）
威廉・瓊斯的大弟。與大哥不同，十分有自我主見、且善於規劃自己未來的目標。
薇薇安・瓊斯（CV：水橋香織）
威廉・瓊斯的二妹。任性、驕縱的千金大小姐。
柯林・瓊斯（CV：下屋則子）
威廉・瓊斯的二弟。十分膽怯，由於經常被家人遺忘而時常哭泣，非常喜愛塗鴉。
瑪莎（CV：すずき紀子）
在奧蕾麗雅婚前就服侍著的資深女僕。目前單獨在鄉間服侍著奧雷利雅。
泰瑞莎・漢米爾頓（CV：鈴木紀子）
瓊斯家的資深女僕。喜歡稱家中的少爺為「小」少爺。
史蒂芬斯（CV：幹本雄之）
又稱史蒂芬，為長年服侍著瓊斯家的稱職管家。

### 康貝爾家
康貝爾子爵（CV：堀勝之祐）
相當重視英國社會階級，相當歧視如瓊斯家等其他靠經商致富的暴發戶。
康貝爾夫人（CV：相澤惠子）
康貝爾子爵的夫人。也相當重視英國社交界，但與丈夫相比，似乎沒有那麼排斥瓊斯家。
莫妮卡・米爾德萊克夫人(Lady Monica Mildrake)（CV：井上喜久子）
康貝爾子爵的二女，艾蓮諾亞的二姊，弗雷德里克・米爾德萊克伯爵之妻。非常喜歡艾蓮諾亞。
蘇菲亞・布萊德福特夫人(Lady Sophia Bradford)
康貝爾子爵的長女，艾蓮諾亞的大姊，布萊德福特伯爵之妻。
弗雷德里克・米爾德萊克伯爵(Earl of Fredrick Mildrake)
莫妮卡的丈夫，雖為伯爵卻仍懼怕比自己低一階的康貝爾子爵。
安妮（CV：本名陽子）
服侍艾蓮諾亞的女傭。

### 莫爾德斯家
威爾海姆・莫爾德斯(WILHELM MÖLDERS)（CV：青山穰）
來自德國的移民，與瓊斯家同為貿易商，跟妻子的感情很好。
多蘿緹雅・莫爾德斯(DOROTEA MÖLDERS)（CV：高島雅羅）
威爾海姆・莫爾德斯之妻，奧蕾麗雅的好友。在巧合之下僱用了在凱莉・史東納去世後欲回家鄉的艾瑪。
艾利希・莫爾德斯（CV：高木禮子）
威爾海姆・莫爾德斯之子。飼養了一隻名為「迪歐」的松鼠。
伊瑟・莫爾德斯（CV：下屋則子）
艾利希之妹。因睡覺時容易尿床，常被阿德蕾責罵。
維克夫人（CV：竹口安芸子）
威爾漢姆・莫爾德斯家的兩位總管之一。是位果斷直言的老婦。
約翰娜(Johanna)（CV：津田匠子）
威爾漢姆・莫爾德斯家最資深的女僕長。因個性直爽、不拘小節，與維克夫人頗為不合。
娜妮特（(Nanette)CV：甲斐田裕子）
莫爾德斯夫人的貼身侍女。
私自偷竊夫人的扇子給與自己心愛之人，東窗事發後，原本已被莫爾德爾家的總管解雇，但因艾瑪求情而能繼續留在莫爾德斯家工作，目前的職位與艾瑪等其餘女僕相同。
阿德蕾（CV：齋賀觀月）
為人十分冷靜、理性，令人十分安心。與艾瑪似乎感情不錯。
瑪莉亞(Maria)（CV：大原沙耶香）
長相十分漂亮的女僕。
塔夏（CV：若林直美）
為人開朗樂觀，個性十分迷糊。工作時經常弄壞家中的物品，令阿德蕾十分頭痛，損壞的賠償也從薪水裡扣除。與艾瑪非常要好。
波莉（CV：笹本優子）
喜歡道人八卦，憧憬美好生活的天真女孩。
愛爾瑪(Alma)
個性務實、負責，做事十分精明，以全體員工的利益為優先。
漢斯(Hans)（CV：東地宏樹／林谷珍（台灣）（第二季））
莫爾德斯家的男僕。擅長修理鐘錶。內心溫柔但不苟言笑。暗戀艾瑪。
湯瑪斯（CV：高木禮子）
莫爾德斯家的男傭。
楊（CV：釘宮理惠）
莫爾德斯家的男傭。

### 其他角色
哈金姆・阿塔瓦里(HAKIM ATAWARI)（CV：上田祐司）
威廉・瓊斯的知心好友，印度王國第二王子。個性樂觀，十分善於言詞及社交。時常無惡意地做出令人摸不著頭緒的行為，讓威廉十分頭痛。
深愛本作女主角艾瑪，但為了成全相愛的艾瑪與威廉二人，自動退出這場戀愛的三角戰局。
阿爾（CV：西村知道、年輕的時候：千葉一伸）
為道格、凱莉年輕時就結識的朋友，擅於修理房屋及各種木匠活。
艾莉莎（CV：宇乃音亜季）

芬妮（CV：淺野琉璃）

愛麗絲（CV：村井每早）
萊歐尼爾（CV：松本保典）
威廉・瓊斯的當地知己，葛蕾絲・瓊斯的男友。後來與葛蕾絲結婚，育有一子。
羅伯特‧哈爾福特(ROBERT HALFORD)（CV：野島裕史）
威廉・瓊斯的當地知己。出身軍人世家、性格正直爽朗。在威廉與康貝爾家的退婚事件後，仍不懼社交界的觀感，大方進出瓊斯家。
歐唐尼爾

道格拉斯（道格）・史東納（CV：森岡弘一郎）
凱莉・史東納的丈夫，與凱莉結婚兩年後病逝。
厄尼斯特・李維
亞瑟・瓊斯的學弟。漫畫中，與艾蓮諾亞游泳的時候相識，後來從對方口中得知她被威廉拋棄，非常憎恨威廉，之後與艾蓮諾亞有所發展。

## 出版書籍
本篇全7卷、外傳全3卷。
| 集數 | ENTERBRAIN     | ENTERBRAIN                                              | 台灣角川      | 台灣角川               |
| 集數 | 發售日期       | ISBN                                                    | 發售日期      | ISBN                   |
| ---- | -------------- | ------------------------------------------------------- | ------------- | ---------------------- |
| 1    | 2002年8月26日  | ISBN 4-7577-0972-2                                      | 2005年8月16日 | ISBN 978-986-7189-23-3 |
| 2    | 2003年2月24日  | ISBN 4-7577-1312-6                                      | 2005年11月4日 | ISBN 978-986-7189-61-5 |
| 3    | 2003年11月25日 | ISBN 4-7577-1642-7                                      | 2005年12月9日 | ISBN 978-986-7189-94-3 |
| 4    | 2004年5月26日  | ISBN 4-7577-1887-X                                      | 2006年3月1日  | ISBN 978-986-174-017-1 |
| 5    | 2005年3月31日  | ISBN 4-7577-2168-4                                      | 2006年6月26日 | ISBN 978-986-174-092-8 |
| 6    | 2005年8月31日  | ISBN 4-7577-2403-9                                      | 2006年8月14日 | ISBN 978-986-174-135-2 |
| 7    | 2005年5月25日  | ISBN 4-7577-2787-9                                      | 2006年12月5日 | ISBN 978-986-174-189-5 |
| 8    | 2007年3月26日  | ISBN 978-4-7577-3449-4 ISBN 978-4-7577-3450-0（特裝版） | 2007年7月31日 | ISBN 978-986-174-405-6 |
| 9    | 2007年9月25日  | ISBN 978-4-7577-3726-6                                  | 2008年5月15日 | ISBN 978-986-174-673-9 |
| 10   | 2008年4月25日  | ISBN 978-4-7577-4178-2                                  | 2009年3月15日 | ISBN 978-986-174-989-1 |

### 小說
由久美沙織著、森薰負責插畫。
| 集數 | ENTERBRAIN     | ENTERBRAIN         | 台灣角川      | 台灣角川               |
| 集數 | 發售日期       | ISBN               | 發售日期      | ISBN                   |
| ---- | -------------- | ------------------ | ------------- | ---------------------- |
| 1    | 2005年3月22日  | ISBN 4-7577-2209-5 | 2006年8月14日 | ISBN 978-986-174-130-7 |
| 2    | 2005年10月29日 | ISBN 4-7577-2490-X | 2006年12月6日 | ISBN 978-986-174-235-9 |

### 相關書籍
艾瑪 維多利亞導讀本（エマ ヴィクトリアンガイド）
村上リコ著、森薰插畫
- 2003年11月25日發行、ISBN 4-7577-1643-5（ENTERBRAIN）
- 2007年2月3日發行、ISBN 978-986-174-255-7（台灣角川）

短篇集
- 森薫拾遺集：2012年2月15日發行、ISBN 978-404-727824-0（ENTERBRAIN）
- 森薰拾遺集：2012年12月5日發行、ISBN 978-986-287986-3（台灣角川）

## 電視動畫

### 第1期
以《英國戀物語艾瑪》為標題，於2005年4月到6月進行放送，全12回。

#### 製作團隊
- 監督 - 小林常夫
- 系列構成 - 池田眞美子
- 人物設計 - 楠本祐子、清水惠子
- 道具設計 - 宮川治雄
- 美術監督 - 櫻井純子、矢野祐子
- 色彩設計 - 佐藤祐子
- 攝影監督 - 松本敦穗
- 編輯 - 森田清次
- 音樂 - 梁邦彥
- 音響監督 - 菊田浩巳
- 製作人 - 源生哲雄、福良啓、森下直文、渡邊隆、中山佳子
- 動畫製作 - Studio Pierrot
- 製作 - 維多利亞文化研究會（TBS、Studio Pierrot、東芝娛樂、波麗佳音、FUJI CREATIVE CORPORATION）

#### 主題曲
片頭曲「Silhouette of a Breeze」
作曲・編曲 - 梁邦彦
片尾曲「Menuet for EMMA」
作曲 - 梁邦彦 / 編曲 - 金子健治 / 演奏 - 東京直笛樂隊

#### 各話列表
| 話數     | 日文標題 | 中文標題 | 腳本       | 分鏡       | 演出       | 作畫監督                   |
| -------- | -------- | -------- | ---------- | ---------- | ---------- | -------------------------- |
| 第一章   |          | 禮物     | 池田眞美子 | 小林常夫   | 小林常夫   | 楠本祐子                   |
| 第二章   |          | 二個世界 | 池田眞美子 | 岡村天齋   | 林有紀     | 齊藤寛                     |
| 第三章   |          | 表白     | 川端信也   | 金子玲     | 島崎奈奈子 | 遠藤裕一                   |
| 第四章   |          | 謬迪書店 | 池田眞美子 | 中村哲治   | 中村哲治   | 門上洋子                   |
| 第五章   |          | 晚餐會   | 平見瞠     | 小島正士   | 金澤洪充   | 堀越久美子                 |
| 第六章   |          | 訪問     | 吉田玲子   | 鎌倉由実   | 三宅綱太郎 | 西本真弓                   |
| 第七章   |          | 水晶宮   | 池田眞美子 | 金子玲     | 林有紀     | 阿部純子 楠本祐子 木下裕孝 |
| 第八章   |          | 懷錶     | 平見瞠     | 小林常夫   | 鎌倉由実   | 荒尾英幸                   |
| 第九章   |          | 獨自一人 | 池田眞美子 | 島崎奈奈子 | 島崎奈奈子 | 窪詔之                     |
| 第十章   |          | 擦身而過 | 池田眞美子 | 宮崎渚     | 金澤洪充   | 遠藤裕一                   |
| 第十一章 |          | 過往     | 池田眞美子 | 中村哲治   | 中村哲治   | 木下裕孝 門上洋子          |
| 第十二章 |          | 鈴蘭     | 池田眞美子 | 小林常夫   | 小林常夫   | 清水惠子                   |

#### 播放電視台
| 播放地區 | 播放電視台  | 播放日期                       | 播放時間             | 播放系列       | 備註     |
| -------- | ----------- | ------------------------------ | -------------------- | -------------- | -------- |
| 神奈川縣 | tvk         | 2005年4月2日 - 6月18日         | 星期六 24:30 - 25:00 | 獨立UHF局      |          |
| 福岡縣   | RKB每日放送 | 2005年4月2日 - 6月18日         | 星期六 27:15 - 27:45 | TBS系列        |          |
| 千葉縣   | 千葉電視台  | 2005年4月3日 - 6月19日         | 星期日 24:00 - 24:30 | 獨立UHF局      |          |
| 埼玉縣   | 埼玉電視台  | 2005年4月3日 - 6月19日         | 星期日 24:35 - 25:05 | 獨立UHF局      |          |
| 兵庫縣   | SUN電視台   | 2005年4月4日 - 6月20日         | 星期一 24:00 - 24:30 | 獨立UHF局      |          |
| 愛知縣   | 愛知電視台  | 2005年4月5日 - 6月21日         | 火曜 27:58 - 28:28   | 東京電視台系列 |          |
| 日本全域 | TBS頻道     | 2005年4月8日 - 6月24日         | 星期五 22:00 - 22:30 | CS放送         | 包含重播 |
| 日本全域 | BS-i        | 2005年7月14日 - 10月6日        | 木曜 24:30 - 25:00   | BS放送         |          |
| 日本全域 | ANIMAX      | 2006年10月20日 - 2007年1月12日 | 星期五 23:00 - 23:30 | CS放送         | 包含重播 |

#### 動畫相關書籍
- 艾瑪 動畫導覽（エマ アニメーションガイド）
（作者：森薰、村上リコ、監修：小林常夫）
  - 1卷：2005年10月24日發售、ISBN 4-7577-2446-2
  - 2卷：2006年1月30日發售、ISBN 4-7577-2597-3
  - 3卷：2006年5月25日發售、ISBN 4-7577-2788-7

### 第2期
標題為《英國戀物語エマ 第二幕》（えいこくこいものがたり エマ　だいにまく）。別名「莫德士篇（メルダース編）」。全12回。2007年4月由獨立UHF局、5月由名古屋電視台開始進行放送。

#### 製作團隊
- 監督 - 小林常夫
- 系列構成・脚本 - 池田眞美子
- 人物設計 - 楠本祐子、清水惠子
- 總作畫監督 - 柳田義明
- 美術監督 - 笹川真理
- 色彩設計 - 佐藤祐子
- 攝影監督 - 松本敦穂
- 編輯 - 森田清次
- 音樂 - 梁邦彦
- 音響監督 - 菊田浩巳
- 製作人 - 大場渉、川村仁、中山佳子、渡邊隆、近藤良英、矢尾坂克之
- 動畫製作 - 亞細亞堂
- 製作 - 第2維多利亞文化研究會

#### 主題曲
片頭曲「Silhouette of a Breeze」Celtic version
作曲、編曲 - 梁邦彥
片尾曲「Rondo of Lily bell」
作曲、編曲 - 梁邦彥

#### 各話列表
| 話數     | 日文標題 | 中文標題   | 分鏡     | 演出       | 作畫監督                                       |
| -------- | -------- | ---------- | -------- | ---------- | ---------------------------------------------- |
| 第一章   |          | 新家       | 小林常夫 | 中村賢太郎 | 関根昌之                                       |
| 第二章   |          | 月光       | 宮崎渚   | 岩崎知子   | 西堀九郎、齊藤寛                               |
| 第三章   |          | 涼雨       | 小林常夫 | 加藤顕     | 浦和文子                                       |
| 第四章   |          | 求婚       | 中村哲治 | 小林常夫   | 松田芳明                                       |
| 第五章   |          | 擁抱       | 小林常夫 | 狩生豊     | 金子志津枝                                     |
| 第六章   |          | 成功與失去 | 岩崎知子 | 岩崎知子   | 関根昌之、西堀九郎                             |
| 第七章   |          | 夕濤       | 小島正士 | 加藤顕     | 千葉弓、佐藤敏明                               |
| 第八章   |          | 容身之處   | 宮崎渚   | 津田義三   | 松田芳明、川口弘明                             |
| 第九章   |          | 覺悟       | 杉田夏海 | 杉田夏海   | 西岡夕樹、齊藤寬 楠本祐子、清水惠子            |
| 第十章   |          | 窗邊       | 小島正士 | 佐藤洋二   | 岩佐智子                                       |
| 第十一章 |          | 歲月       | 佐藤卓哉 | 岩崎知子   | 関根昌之、千葉弓                               |
| 最終章   |          | 花朵       | 小林常夫 | 小林常夫   | 柳田義明、西堀九郎 西岡夕樹、清水惠子 楠本祐子 |

#### 播放電視台
| 播放地區   | 播放電視台   | 播放日期                 | 播放時間             | 播放系列       | 備註     |
| ---------- | ------------ | ------------------------ | -------------------- | -------------- | -------- |
| 埼玉縣     | 埼玉電視台   | 2007年4月16日 - 7月2日   | 星期一 25:30 - 26:00 | 獨立UHF局      |          |
| 千葉縣     | 千葉電視台   | 2007年4月16日 - 7月2日   | 星期一 26:10 - 26:40 | 獨立UHF局      |          |
| 兵庫縣     | SUN電視台    | 2007年4月16日 - 7月2日   | 星期一 26:10 - 26:40 | 獨立UHF局      |          |
| 東京都     | TOKYO MX     | 2007年4月20日 - 7月6日   | 星期五 18:30 - 19:00 | 獨立UHF局      |          |
| 神奈川縣   | tvk          | 2007年4月21日 - 7月7日   | 星期六 25:30 - 26:00 | 獨立UHF局      |          |
| 中京廣域圈 | 名古屋電視台 | 2007年5月11日 - 8月17日  | 星期五 27:15 - 27:45 | 朝日電視台系列 |          |
| 日本全域   | ANIMAX       | 2007年8月28日 - 11月13日 | 星期二 22:30 - 23:00 | CS放送         | 包含重播 |

※除TOKYO MX與名古屋電視台以外的頻道，正式開始播出的前一週放送第1期的總集篇。

## 網路電台（日本艾瑪播放協會）

### 演員
- 教育ラジオ
  - フランシス（声：田上由希子）
  - メアリ（声:遠藤綾）
- 総合ラジオ
  - 大原さやか（グレイス役）
  - 常藤明子

## 外部連結
- 伯爵夫人的下午茶（作者森薰的官方網站）
- 作者官方網站中的作品介紹
- 日本動畫官方網站 （页面存档备份，存于）
- 日本艾瑪播放協會
- takaxo的餐廳（現在的照片） （页面存档备份，存于）